# Jon Mariezkurrena
Jon Mariezkurrena Zelaia, llamado Mariezkurrena II, nacido en  Berriozar (Navarra) el 11 de mayo de 1999, es un pelotari navarro de pelota vasca en la modalidad de mano, en la posición de zaguero.